# Harmothoe hyalonemae
Harmothoe hyalonemae är en ringmaskart som beskrevs av Martin, Rossel och Uriz 1992. Harmothoe hyalonemae ingår i släktet Harmothoe och familjen Polynoidae. Inga underarter finns listade i Catalogue of Life.